# Ludmila Dvořáková
Ludmila Dvořáková (n. 11 iulie 1923, Kolín, Boemia Centrală, Cehia – d. 30 iulie 2015, Praga, Cehia) a fost o soprană de operă cehă.

## Biografie
Dvořáková a studiat la Conservatorul din Praga⁠(d). Debutul ei în operă a fost în rolul principal din Káťa Kabanová⁠(d) la Ostrava, în 1949.
La începutul anilor 1950, Dvořáková a lucrat la Viena și a cântat rolul Elisabetei în Don Carlos și al lui Kostelnicka în Jenůfa⁠(d) sub bagheta lui Charles Mackerras; în Berlinul de Est a interpretat rolul contelui Octavian în Cavalerul rozelor. Din 1960, a fost soprană dramatică la Opera de Stat din Berlin⁠(d) și a ținut concerte, de asemenea, la Londra, New York, München și Paris. 
Între 1965 și 1971 a cântat la Bayreuth Festspielhaus, interpretând roluri ca Gutrune, Venus, Kundry, Ortrud și Brünnhilde, ultimul rol fiind interpretat și în anul următor sub bagheta lui Georg Solti⁠(d) la Covent Garden, alături de care a cântat și rolul Isolde. Ulterior a reinterpretat acest rol și sub bagheta lui Colin Davis.
Dvořáková a cântat în opere importante din întreaga lume, inclusiv la MET (Lincoln Center).
Dvořáková a fost căsătorită cu dirijorul Rudolf Vašata (d. 1982), (un elev al lui Václav Talich⁠(d)) pe care l-a cunoscut la Ostrava și cu care a înregistrat un LP cu fragmente din operele lui Wagner.
În 1967, a cântat rolul Gutrune în înregistrarea dirijorului Karl Böhm a operei Amurgul zeilor.
Dvořáková a primit Premiul Național al RDG (în germană: Nationalpreis der Deutschen Demokratischen Republik) în 1972. 
Ea s-a pensionat în 1985. 
În 2012, i s-a decernat Premiul Antonin Dvořák, acordat de Academia de Arte Spectacolului din Praga, Facultatea de Muzică și Dans, ca recunoaștere a persoanelor care promovează și popularizează muzica cehă.
La 30 iulie 2015, Ludmila Dvořáková a decedat într-un incendiu din casa ei din Praga. Dvořáková este înmormântată în Cimitirul Vyšehrad.